# Las brujas de Zugarramurdi
Las brujas de Zugarramurdi es una película española dirigida por Álex de la Iglesia y protagonizada por Hugo Silva, Mario Casas, Jaime Ordóñez, Carolina Bang, Terele Pávez y Carmen Maura. El argumento de la película, que se estrenó el 27 de septiembre de 2013, está inspirado en el ensayo antropológico que en 2013 publicó el profesor universitario y antropólogo Mikel Azurmendi Intxausti sobre el auto de fe que efectuó la Inquisición Española en 1610: treinta y nueve mujeres de Zugarramurdi fueron procesadas, acusadas de brujería, y once de ellas condenadas en Logroño a la hoguera (5 de ellas cuando ya habían fallecido).
La película fue presentada por primera vez en el Festival Internacional de Cine de Toronto de 2013, donde entró a formar parte en la Sección "Midnight Madness". También fue presentada, fuera de concurso, en el Festival Internacional de Cine de San Sebastián de 2013, coincidiendo con la entrega del Premio Donostia a Carmen Maura.

## Sinopsis
José (Hugo Silva) es un padre divorciado que le ha prometido a su hijo Sergio (Gabriel Delgado) ir a Disneyland Paris. Tony (Mario Casas) es un mujeriego que, inevitablemente, atrae a todo tipo de mujeres. Ambos tienen algo en común: están desempleados. Con tal de solucionar sus problemas económicos, deciden robar en una casa de empeño. Tony no está contento con que José haya traído a Sergio, temiendo que los 3 queden en riesgo. El robo inicialmente va bien encaminado, consiguiendo como botín una gran cantidad de anillos de oro y joyería. Sin embargo, el robo termina en un tiroteo con varios muertos.
Para huir de la policía en dirección a Francia, José y Tony secuestran a Manuel (Jaime Ordóñez), un taxista admirador del periodista de lo paranormal Íker Jiménez. A su paso por el pueblo navarro de Zugarramurdi, el trío es secuestrado por un grupo de brujas vascas caníbales que encabeza la malvada Graciana (Carmen Maura). No será la única bruja a la que conocerán: si quieren sobrevivir tendrán que huir de las escobas de Maritxu (Terele Pávez), Kontxi (Carlos Areces), Miren (Santiago Segura) o Eva (Carolina Bang), la supersensual bruja que pondrá en disputa a José y a Tony. Además, los inspectores Pacheco (Secun de la Rosa) y Calvo (Pepón Nieto) van detrás de ellos siguiendo a Silvia (Macarena Gómez), la ex de José, que va en busca de su hijo Sergio.
El grupo logra escapar de las brujas, pero se ven forzados a regresar cuando se dan cuenta de que José accidentalmente dejó el botín en casa de las brujas. Al regresar son capturados todos a excepción de Sergio, que escapa para luego ser recapturado por Maritxu. En este punto José comprende que Sergio será usado como parte de un ritual para la diosa de las brujas y que el resto de ellos probablemente muera como parte del ritual. Silvia logra encontrar la casa de las brujas a tiempo para ver cómo meten a Sergio en la casa. Ella busca la ayuda de los policías (sabiendo que la han estado siguiendo) y los tres entran a la casa, donde encuentran un pasaje secreto que les permite ver una cena que Graciana está ofreciendo a varias brujas asistentes al ritual. Dicho pasaje, ubicado en el tejado, resulta ser muy débil para soportar el peso de los 3, haciendo que Silvia y los policías caigan en la mesa del banquete. 
José, Tony y Manuel escapan en medio del caos, pero Silvia y los policías son capturados. El grupo de 3 hombres es perseguido por las brujas hasta que todos son recapturados con excepción de José, que sobrevive gracias a la intervención de Eva, quien se había enamorado de él. Ella exige que José se vaya con ella de inmediato, olvidando a los demás. Sin embargo, José se niega a hacerlo porque no quiere dejar atrás a su hijo. Eva tiene un berrinche, en el cual envía volando a José. Él termina en una habitación subterránea en la casa, donde encuentra a Luismi (hermano de Eva), quien había estado allí encadenado durante años. José libera a Luismi, quien le muestra el camino a la cámara ritual. En el camino liberan a Eva, enterrada viva por su madre a causa de su traición. Eva confiesa su amor por José, quien la rechaza porque ella es una bruja y porque la situación se ha vuelto surrealista.
Luismi y José llegan a la cámara ritual donde ven a Tony, Manuel, Pacheco y Calvo frente a una hoguera para ser quemados lentamente hasta que mueran. También ven el surgimiento de la diosa de las brujas, una mujer grotesca y gigantesca parecida a la Venus de Willendorf. La diosa se traga a Sergio, quien pasa a través de la gigante y sale vivo para alegría de las brujas, quienes consideran que él las guiará hacia la victoria contra la civilización y el patriarcado. José confronta a las brujas con ayuda de Eva, quien logra destruir a la diosa mientras que José escapa del caos con Sergio, Eva y los otros hombres. Las brujas son dadas por muertas en el caos causado por la destrucción de la diosa.
Un mes después, en un espectáculo escolar de talentos, José y Eva son mostrados como un matrimonio criando a Sergio, quien está desarrollando sus poderes. Todo parece tener un final feliz, hasta que se muestra a Silvia, Graciana y Maritxu vivas y expectantes porque la pareja manifieste descontento en su relación para recurrir una vez más a las brujas.

## Ficha artística
- Hugo Silva - José Fernández Cuesta
- Mario Casas - Antonio "Tony"
- Jaime Ordóñez - Manuel Sánchez García
- Gabriel Delgado - Sergio Fernández
- Pepón Nieto - Inspector Alfonso Calvo
- Carolina Bang - Eva
- Terele Pávez - Maritxu
- Santiago Segura - Miren
- Macarena Gómez - Silvia
- Merlina Oviedo de la Fuente Carmela Banegas
- Secun de la Rosa - Inspector Jaime Pacheco
- Alexandra Jiménez - Sonia
- Javier Botet - Luis Miguel "Luismi"
- Enrique Villén - Adolfo, el inadaptado social
- Carlos Areces - Conchi
- Manuel Tallafé - El hombre de Badajoz
- María Barranco como la Anciana traqueotomizada
- Carmen Maura - Graciana Barrenetxea
- Ángel Jodrá - Rehén del atraco a la joyería'

## Palmarés cinematográfico
XXVIII edición de los Premios Goya
| Categoría                     | Persona | Resultado |
| ----------------------------- | --- | --------- |
| Mejor actriz de reparto       | Terele Pávez                                                                                                  | Ganadora  |
| Mejor música original         | Joan Valent                                                                                                   | Nominado  |
| Mejor fotografía              | Kiko de la Rica                                                                                               | Nominado  |
| Mejor montaje                 | Pablo Blanco                                                                                                  | Ganador   |
| Mejor dirección artística     | Arturo García ''Biaffra'' José Luis Arrizabalaga                                                              | Ganadores |
| Mejor dirección de producción | Carlos Bernases                                                                                               | Ganador   |
| Mejor diseño de vestuario     | Paco Delgado                                                                                                  | Ganador   |
| Mejor maquillaje y peluquería | María Dolores Gómez Castro Javier Hernández Valentín Pedro Rodríguez ''Pedrati'' Francisco J. Rodríguez Frías | Ganadores |
| Mejor sonido                  | Charly Schmukler Nicolas de Poulpiquet                                                                        | Ganadores |
| Mejores efectos especiales    | Juan Ramón Molina Ferrán Piquer                                                                               | Ganadores |

69.ª edición de las Medallas del Círculo de Escritores Cinematográficos
| Categoría               | Persona         | Resultado |
| ----------------------- | --------------- | --------- |
| Mejor actriz secundaria | Terele Pávez    | Ganadora  |
| Mejor música            | Joan Valent     | Nominado  |
| Mejor fotografía        | Kiko de la Rica | Nominado  |
| Mejor montaje           | Pablo Blanco    | Nominado  |

Premios Platino
| Año  | Categoría                                | Candidato        | Resultado |
| ---- | ---------------------------------------- | ---------------- | --------- |
| 2014 | Mejor película iberoamericana de ficción |                  | Nominada  |
| 2014 | Mejor música original                    | Joan Valent      | Nominado  |
| 2014 | Mejor sonido                             | Charly Schmukler | Nominado  |